# Perry Jones
Perry Jones III, né le 24 septembre 1991, à Winnsboro, en Louisiane, est un joueur américain de basket-ball. Il évolue au poste d'ailier.

## Carrière universitaire
Il fait sa carrière universitaire avec l'équipe des Bears de Baylor au Texas.

## Carrière professionnelle
Perry Jones est drafté en 2012 en 28e position par le Thunder d'Oklahoma City. Durant son année rookie, il fait plusieurs aller-retour chez les 66ers de Tulsa en NBA Development League. Il rentre dans la rotation du Thunder jusqu'en 2015 sans jamais vraiment s'imposer. 
Le 14 juillet 2015, il est envoyé aux Celtics de Boston avec un choix de deuxième tour 2019 des Pistons de Détroit et de l'argent contre un choix de deuxième tour conditionnel futur. Le 24 octobre 2015, il est coupé par les Celtics après être apparu dans 5 matches de pré-saison. Le 31 octobre 2015, il est sélectionné par l'Energy de l'Iowa durant la draft D-League. Le 23 mars 2016, il est coupé par l'équipe de l'Iowa.
Le 9 août 2016, il s'engage en Russie avec le Khimki Moscou. Le 11 octobre 2016, il quitte la Russie après seulement un match joué. Le 15 novembre 2016, il retourne chez l'Energy de l'Iowa pour la saison 2016-2017. En mai 2017, les Timberwolves du Minnesota font l'acquisition de l'Energy de l'Iowa qui devient les Wolves de l'Iowa. Le 13 novembre 2017, il re-signe avec la franchise renommée de l'Iowa.
En raison d'une blessure au genou, il manque l'intégralité de la saison 2018-2019.
Le 28 août 2019, il s'engage dans le championnat turc avec le club de Bursaspor Basketbol. En juillet 2020, il re-signe avec l'équipe turque pour une nouvelle saison.
En janvier 2021, Jones rejoint le S.Oliver Würzbourg, club de première division allemande, jusqu'à la fin de la saison.

## Clubs successifs
- 2012-2015 :  Thunder d'Oklahoma City (NBA)
- 2012-2013 :  66ers de Tulsa (D-League)
- 2015-2016 :  Energy de l'Iowa (D-League)
- 2016 :  BC Khimki Moscou
- 2016-2017 :  Energy de l'Iowa (D-League)
- 2017-2018 :  Wolves de l'Iowa (D-League)
- 2019-2021 :  Bursaspor Basketbol (Süper Ligi)
- depuis 2021 :  S.Oliver Würzbourg

## Records personnels sur une rencontre de NBA
Les records personnels de Perry Jones officiellement recensés par la NBA sont les suivants :
| Type statistique            | Saison régulière | Saison régulière          | Saison régulière  | Playoffs | Playoffs                | Playoffs    |
| Type statistique            | Record           | Adversaire                | Date              | Record   | Adversaire              | Date        |
| --------------------------- | ---------------- | ------------------------- | ----------------- | -------- | ----------------------- | ----------- |
| Points en un match          | 32               | @ Clippers de Los Angeles | 31 octobre 2014   | 8        | Clippers de Los Angeles | 5 mai 2014  |
| Paniers marqués en un match | 10               | @ Clippers de Los Angeles | 31 octobre 2014   | 3        | Clippers de Los Angeles | 5 mai 2014  |
| Paniers tentés en un match  | 18               | Nuggets de Denver         | 1er novembre 2014 | 6        | Clippers de Los Angeles | 5 mai 2014  |
| Paniers à 3 points réussis  | 3                | 4 fois                    |                   | 2        | Clippers de Los Angeles | 5 mai 2014  |
| Paniers à 3 points tentés   | 7                | Nuggets de Denver         | 1er novembre 2014 | 4        | Clippers de Los Angeles | 5 mai 2014  |
| Lancers francs réussis      | 9                | @ Clippers de Los Angeles | 31 octobre 2014   |          |                         |             |
| Lancers francs tentés       | 11               | @ Clippers de Los Angeles | 31 octobre 2014   |          |                         |             |
| Rebonds offensifs           | 2                | 7 fois                    |                   | 3        | Clippers de Los Angeles | 5 mai 2014  |
| Rebonds défensifs           | 7                | Bucks de Milwaukee        | 17 avril 2013     | 4        | @ Spurs de San Antonio  | 21 mai 2014 |
| Rebonds totaux              | 9                | Bucks de Milwaukee        | 17 avril 2013     | 4        | @ Spurs de San Antonio  | 21 mai 2014 |
| Passes décisives            | 3                | 2 fois                    |                   | 1        | Spurs de San Antonio    | 27 mai 2014 |
| Interceptions               | 3                | @ Celtics de Boston       | 24 janvier 2014   |          |                         |             |
| Contres                     | 3                | @ Nuggets de Denver       | 9 janvier 2014    | 1        | @ Spurs de San Antonio  | 21 mai 2014 |
| Balles perdues              | 5                | @ Clippers de Los Angeles | 31 octobre 2014   | 1        | @ Spurs de San Antonio  | 29 mai 2014 |
| Minutes jouées              | 42               | @ Clippers de Los Angeles | 31 octobre 2014   | 24       | @ Spurs de San Antonio  | 21 mai 2014 |

- Double-double : aucun (au 01/11/2014)
- Triple-double : aucun.

## Records personnels sur une rencontre de D-League
Les records personnels de Perry Jones, officiellement recensés par la D-League sont les suivants :
| Type statistique            | Saison régulière | Saison régulière         | Saison régulière | Playoffs | Playoffs                    | Playoffs      |
| Type statistique            | Record           | Adversaire               | Date             | Record   | Adversaire                  | Date          |
| --------------------------- | ---------------- | ------------------------ | ---------------- | -------- | --------------------------- | ------------- |
| Points en un match          | 26               | @ Charge de Canton       | 28 décembre 2012 | 20       | @ Charge de Canton          | 14 avril 2013 |
| Paniers marqués en un match | 11               | 2 fois                   |                  | 8        | @ Charge de Canton          | 14 avril 2013 |
| Paniers tentés en un match  | 20               | Legends du Texas         | 5 janvier 2013   | 12       | @ Charge de Canton          | 14 avril 2013 |
| Paniers à 3 points réussis  | 1                | 5 fois                   |                  |          |                             |               |
| Paniers à 3 points tentés   | 4                | @ Warriors de Santa Cruz | 11 janvier 2013  | 1        | 3 fois                      |               |
| Lancers francs réussis      | 6                | @ Charge de Canton       | 29 décembre 2012 | 4        | 2 fois                      |               |
| Lancers francs tentés       | 8                | @ Charge de Canton       | 29 décembre 2012 | 5        | @ Charge de Canton          | 14 avril 2013 |
| Rebonds offensifs           | 6                | Legends du Texas         | 5 janvier 2013   | 3        | @ Charge de Canton          | 14 avril 2013 |
| Rebonds défensifs           | 15               | @ Warriors de Santa Cruz | 11 janvier 2013  | 6        | Charge de Canton            | 10 avril 2013 |
| Rebonds totaux              | 18               | @ Warriors de Santa Cruz | 11 janvier 2013  | 7        | @ Charge de Canton          | 14 avril 2013 |
| Passes décisives            | 4                | 2 fois                   |                  | 4        | Charge de Canton            | 10 avril 2013 |
| Interceptions               | 2                | 6 fois                   |                  | 2        | Charge de Canton            | 10 avril 2013 |
| Contres                     | 2                | 3 fois                   |                  | 1        | 3 fois                      |               |
| Balles perdues              | 2                | 4 fois                   |                  | 4        | Vipers de Rio Grande Valley | 19 avril 2013 |
| Minutes jouées              | 41               | @ Warriors de Santa Cruz | 11 janvier 2013  | 41       | @ Charge de Canton          | 14 avril 2013 |

- Double-double : 3 (au 19/04/2014)
- Triple-double : aucun.

## Palmarès
- Champion de la Division Nord-Ouest en 2013 avec le Thunder d'Oklahoma City.
- Champion de la Conférence Ouest en 2013 avec le Thunder d'Oklahoma City